# Tenedor

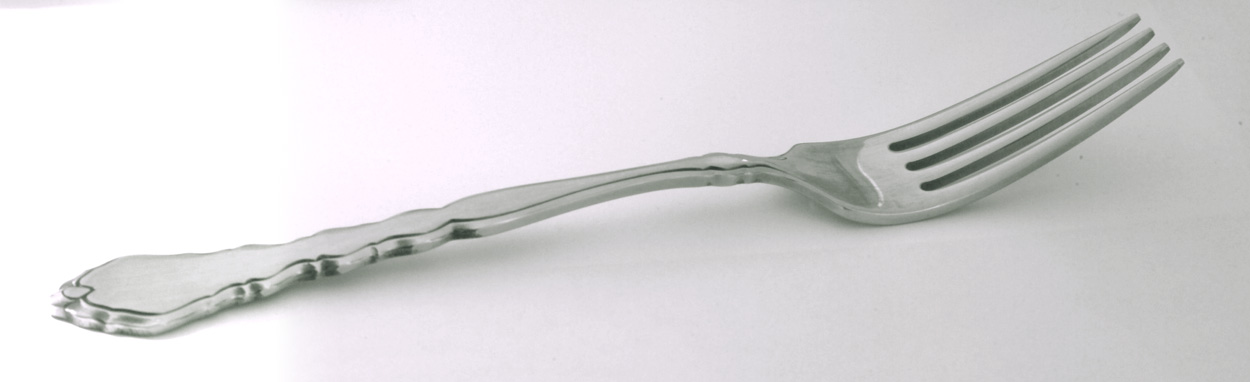
Un tenedor metálico.

Un tenedor, trinche, o trinchante (también antiguamente forqueta), es un utensilio de mesa que consta de un mango y una cabeza con dientes largos a modo de clavos (normalmente cuatro puntas) y es utilizado para pinchar o sostener un trozo de comida. Fue empleado, inicialmente y en la forma similar a la actual, en el Imperio Romano de Oriente y en Europa Occidental, mientras que en Extremo Oriente eran usados los palillos. Desde el siglo XX, sin embargo, los tenedores se utilizan también en Asia.
En particular se utiliza para llevar comida a la boca o para fijar algo mientras se cocina o se corta. El transporte a menudo se realiza simplemente colocando la comida sobre los dientes horizontales. Existen diferentes tipos de tenedor según el uso al que vaya dirigido, por ejemplo, si es para carne, pescado o postre.

## Véase también

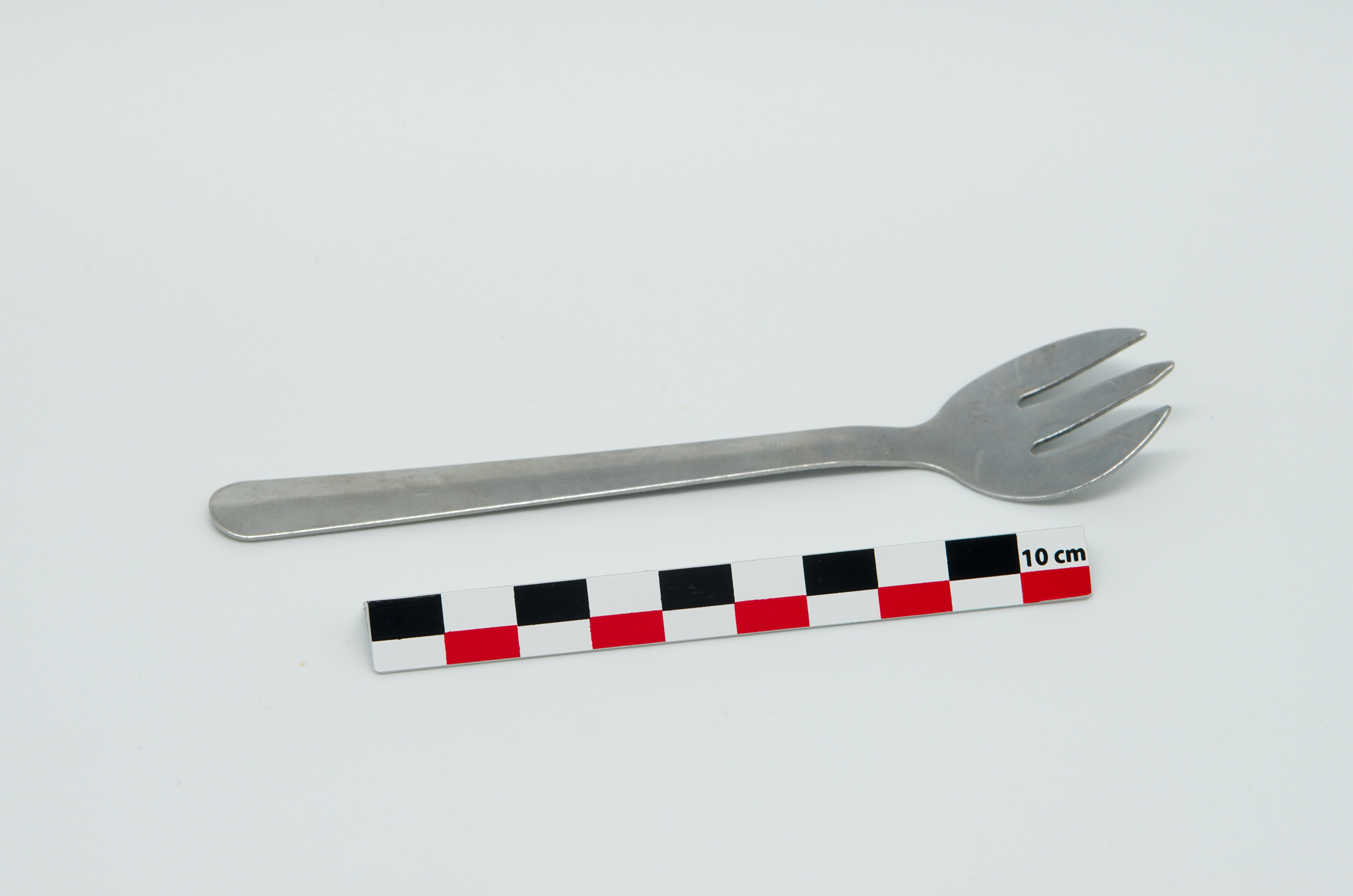
tenedor para ostras

## Historia

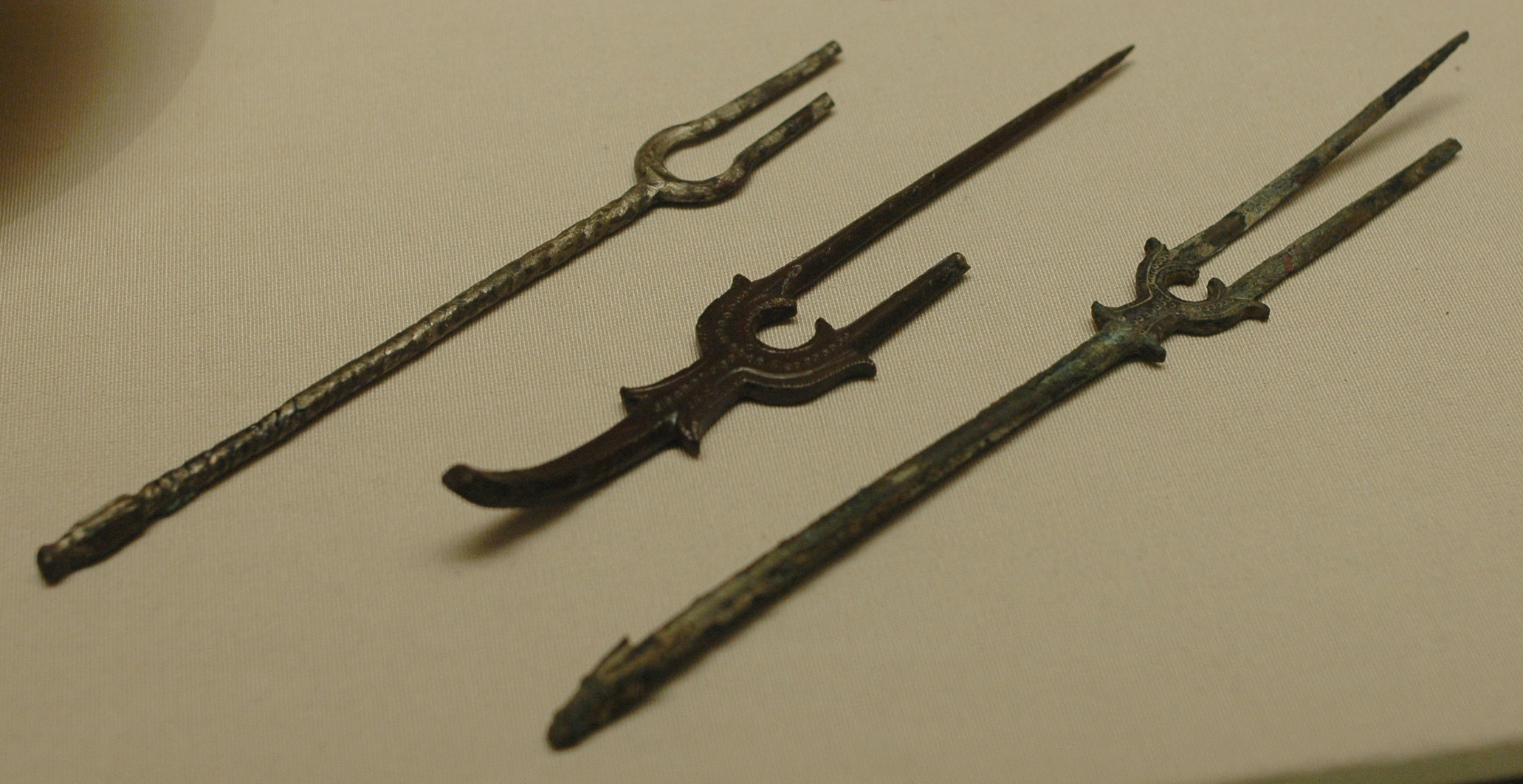
Tenedores clásicos, similitud con un trinchador.

Aunque ya había utensilios parecidos en la Grecia clásica y el Imperio romano, sobre todo en Galia,  para trinchar, el tenedor individual apareció como tal hacia 1077. Llegó a Europa procedente de Constantinopla a principios del siglo XI de la mano de Teodora, hija del emperador de Bizancio Constantino X Ducas y esposa del Dux de Venecia, Domenico Selvo. Pero Teodora era tachada por sus contemporáneos, por esta y otras refinadas maneras orientales, como escandalosa y reprobable y hasta San Pedro Damián amonestó desde el púlpito estas extravagancias, llegando a llamarlo «instrumentum diaboli».  Solamente en 1700 las autoridades eclesiásticas reconsideraron la controvertida cuestión del instrumento infernal, que todavía estaba prohibido dentro de los muros de los conventos.
Los primeros en Europa en adoptar el tenedor como utensilio habitual fueron los griegos. Mientras que la Iglesia consideraba que sólo los dedos podían llevar a la boca los alimentos que Dios nos daba, en Italia era común el uso del tenedor. En el Sur de Europa, se fue popularizando y extendiendo su uso cotidiano entre los siglos siglo XV y siglo XVI, pero hasta el siglo XVIII no se esparciría su uso por el Norte de Europa, Europa Central, y Europa del Este, ya que mantendria la fama de cursi frente a comer con las manos. Cuando se generalizó el tenedor entre todas las clases sociales, se eliminó en Occidente la costumbre de comer con las manos.
Se cree que las islas británicas el tenedor sería llevado por el viajero Thomas Coryat (1577-1617).En el siglo XVIII, cuando se normalizó completamente el uso del tenedor, en Alemania se inventaría el tenedor curvo que se usa actualmente, aunque las cuatro puntas llegaron un siglo después.
En 1770, en el Reino de las Dos Sicilias, bajo el reinado de Fernando IV de Borbón, se adopta un modelo más corto y con 4 puntas (en uso hasta hoy), por obra del cortesano Gennaro Spadaccini (Spaghetti). Su nombre original, aún está en uso hoy en día en Calabria (broccia).
En el siglo XX, el diseño del tenedor reflejó diversos movimientos artísticos y culturales, desde el art decó hasta el modernismo, incorporando nuevos materiales como plásticos y otros materiales sintéticos. Esta evolución del tenedor no solo refleja cambios en la funcionalidad, sino también en la estética y las prácticas culturales asociadas con la alimentación a lo largo de la historia.

## Materiales y elaboración

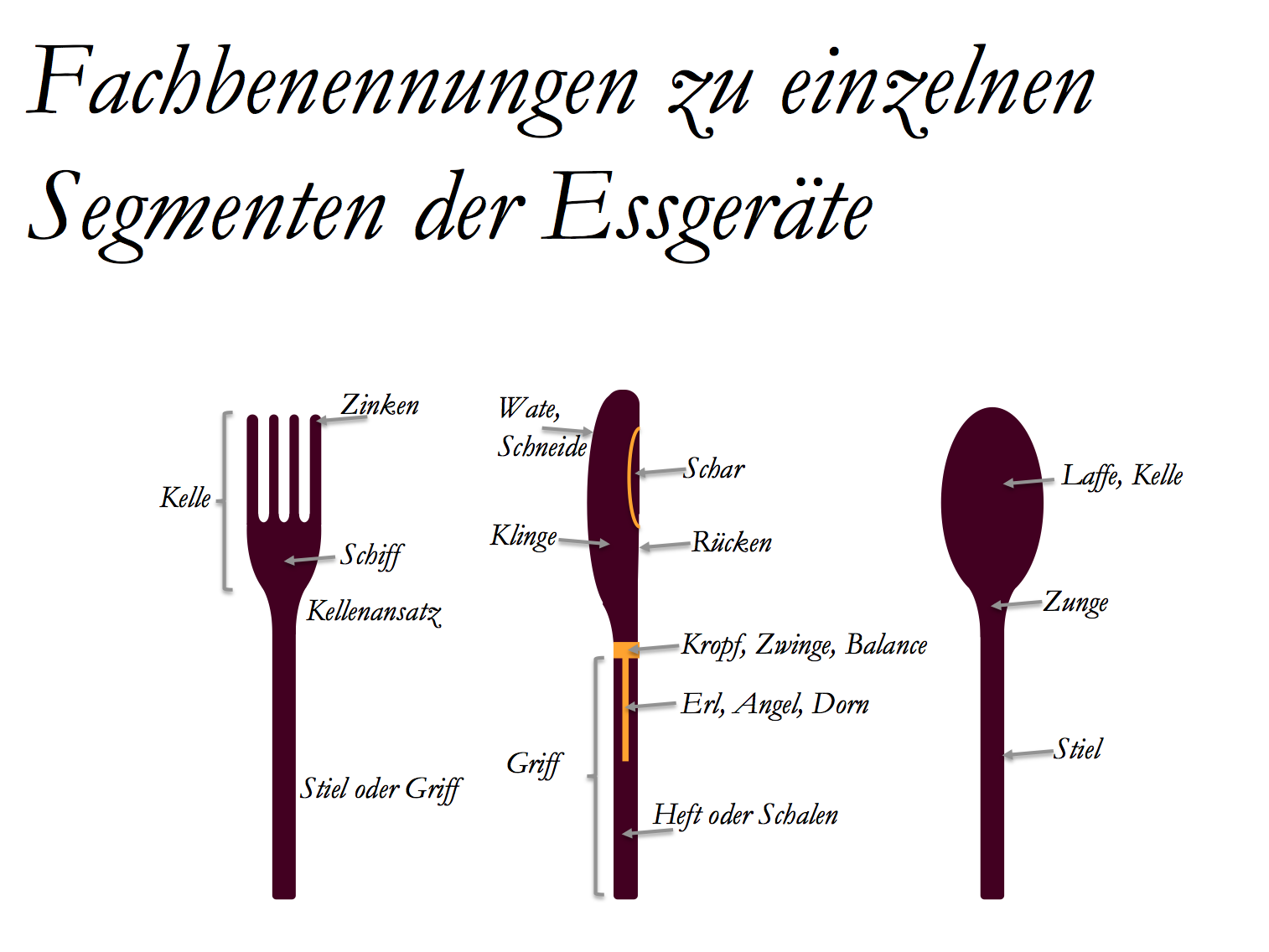
Designación de diversos elementos de la cubertería.

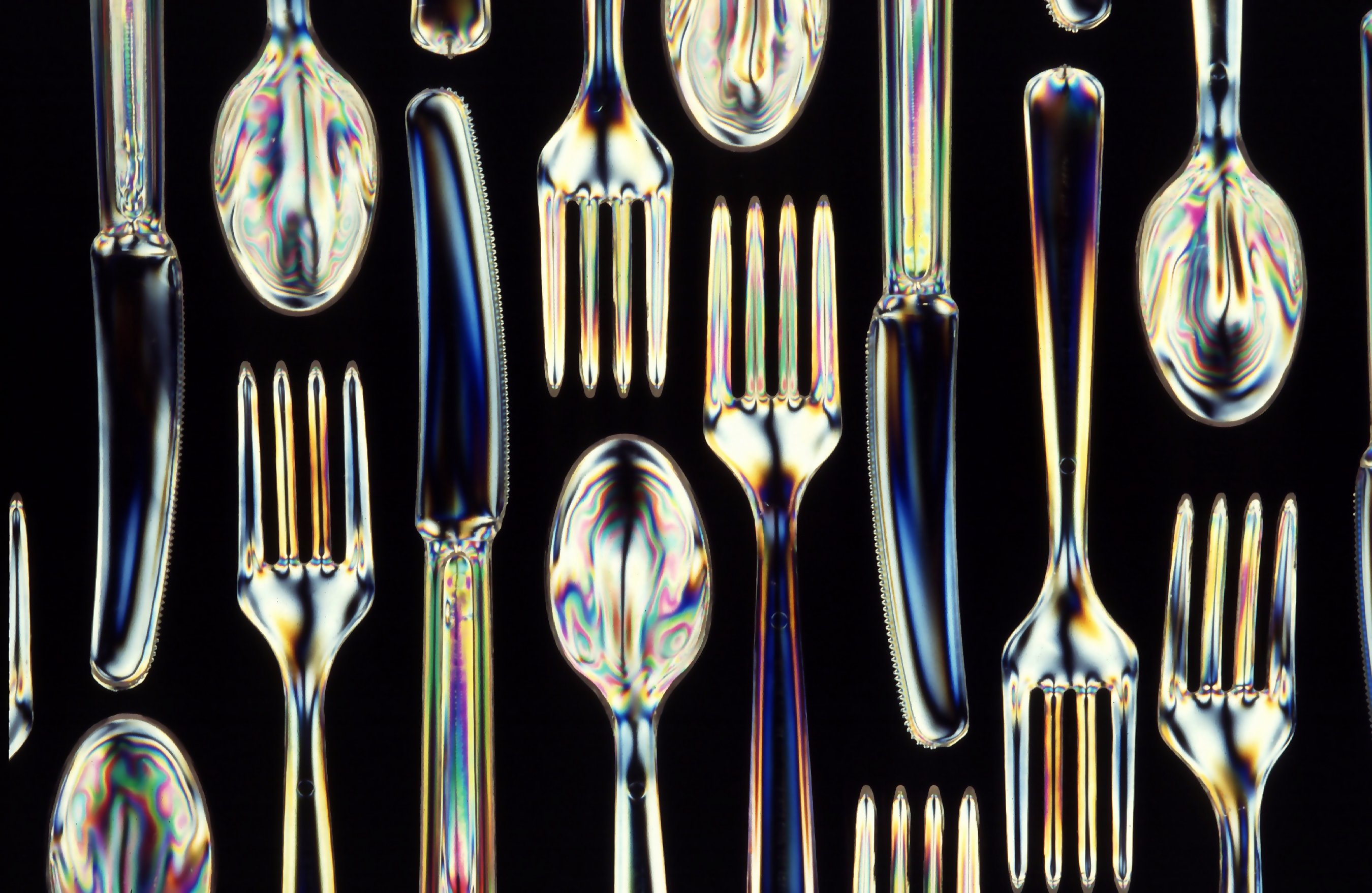
Cubiertos de plástico compostable.

La cubertería se fabricaba y se elabora con toda una gama de materiales: además de madera, hueso, cuerno, nácar, peltre, latón y aluminio, principalmente hierro (acero y acero inoxidable), plata y plástico, especialmente para cubertería desechable, y más raramente también de vidrio y porcelana, en parte en diferentes combinaciones de materiales.

### Plata
Durante siglos, la plata fue el material elegido para la cubertería. El metal es resistente a los ácidos, su superficie tiene un efecto antibacteriano, pero puede oscurecerse con los alimentos que contienen azufre, como el pescado o los huevos, debido a la formación de sulfuro. Por lo tanto, los cubiertos de pescado hechos de plata a menudo están chapados en oro. Por esta razón, las cucharas para huevos o caviar suelen estar hechas de cuerno o nácar. Las hojas de los cuchillos suelen estar hechas de acero, ya que la plata no se puede afilar lo suficiente. En épocas anteriores, el acero al carbono se usaba para las cuchillas, pero puede oxidarse y luego tiene que limpiarse minuciosamente. Hoy en día se utiliza principalmente material inoxidable.
En Alemania, Solingen es un centro tradicional de fabricación de palas, en Austria, Estiria. La fabricación de cubiertos industriales comenzó en Sheffield, Reino Unido. La cubertería de plata fue elaborada artesanalmente por plateros hasta el siglo XIX .

### Plateado
Desde el siglo XIX, los cubiertos también se pueden platear mediante el proceso de galvanoplastia.  Dado que este tipo de cubertería conserva en gran medida las ventajas de la cubertería de plata pero es mucho más barata, en la actualidad ha suplantado en gran medida a la cubertería de plata maciza. Para dejar claro al comprador cuánto metal precioso se usaba en la cubertería, se introdujo un sello de estampado alrededor de 1850, que sigue siendo válido hoy en día de cubiertos plateados. El número estampado indica cuántos gramos de plata pura contiene un juego de 12 tenedores de mesa y 12 cucharas de mesa. El estampado 90 es el más común, pero también son comunes los 40, 60, 100 y 120. Los cubiertos hechos de plata 800 también fueron galvanizados con plata, ya que el brillo de la plata pura galvánica es más hermoso que el de la finura 800/1000 .

### Plata alemana
Dado que la plata es costosa, en el siglo XIX se desarrollaron materiales sustitutos para la fabricación de platería. En 1824 entró en el mercado de Prusia la llamada plata alemana, que no contenía nada de plata sino una aleación de cobre, zinc y níquel. Casi al mismo tiempo, una empresa en Aue utilizó el mismo material bajo el nombre de Argentan. Alfénide, de la firma francesa Christofle, tiene una composición muy similar. Otra imitación plateada es Britanniametall hecha de estaño y antimonio.

### Aluminio
Debido a la escasez de materias primas, los cubiertos a menudo se fabricaban con aluminio durante la Segunda Guerra Mundialy en la posguerra. Durante mucho tiempo, este material se utilizó principalmente en la RDA, donde toda la cubertería la producía la empresa estatal ABS. 

### Acero inoxidable

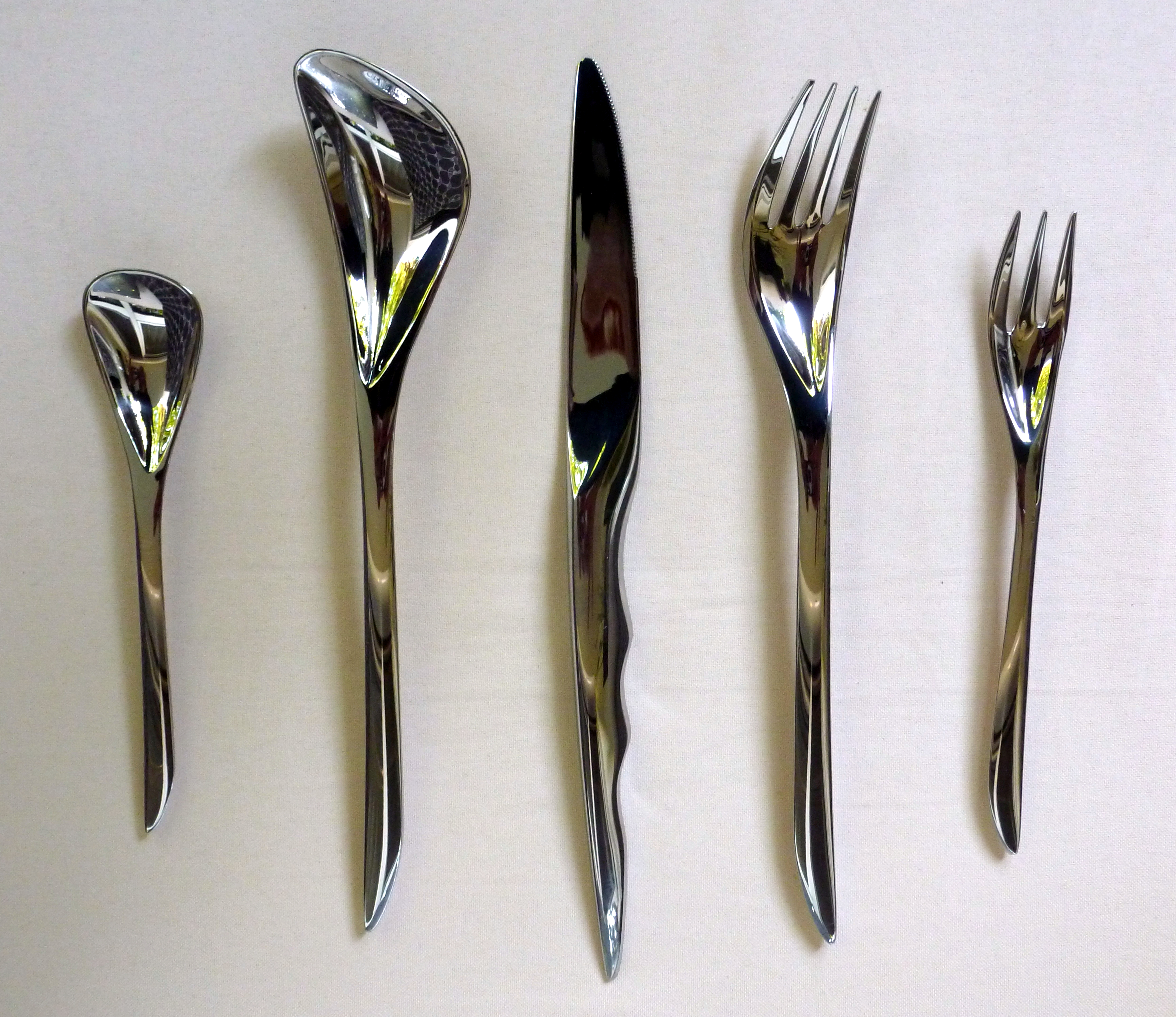
Cubiertos de acero inoxidable WMF Cromargan diseñados por Zaha Hadid (2007).

Desde la década de 1920, la cubertería se ha fabricado cada vez más con acero inoxidable, inicialmente en Alemania por la empresa WMF, que ha estado utilizando acero inoxidable de Krupp bajo la marca Cromargan como material para utensilios de cocina desde 1922. Desde la década de 1930, también ha introducido en el mercado cubiertos de acero inoxidable. La fábrica de artículos de metal de Sajonia Wellner & Sons presentó su cubertería de acero inoxidable en la Feria de Otoño de Leipzig en 1929. Antes de la Segunda Guerra Mundial, la cubertería de acero inoxidable se usaba casi exclusivamente en restaurantes y cantinas, no en casas particulares. Tenía fama de ser un sustituto barato de la plata. 

### Plástico
En 1907, el químico belga Leo Baekeland desarrolló el primer plástico totalmente sintético, que recibió el nombre de baquelita en su honor. En los años siguientes, sobre todo en Inglaterra y Francia, la cubertería se hizo de baquelita, pero también de otros plásticos. No se consideraban un sustituto de la cubertería de plata, ya que la producción inicialmente era muy costosa. A fines de la década de 1940, el acrílico salió al mercado como un nuevo material. Hoy en día, las cucharas para huevos y los servidores de ensalada están hechos de él, de lo contrario, casi exclusivamente cubiertos desechables, por ejemplo, en paquetes de porciones para comida rápida o en vuelos. La empresa danesa Bodumes es uno de los pocos fabricantes que también comercializa cubiertos domésticos de plástico de alta calidad diseñados por diseñadores.  Los cubiertos para niños y los cubiertos de viaje también suelen estar hechos de plástico.

### Materiales sostenibles y compostables
Las preocupaciones ambientales hace que también se elabore cuberteria con materiales no desachables, sostenibles y compostables.

## Imágenes

Tenedores de diferentes materiales
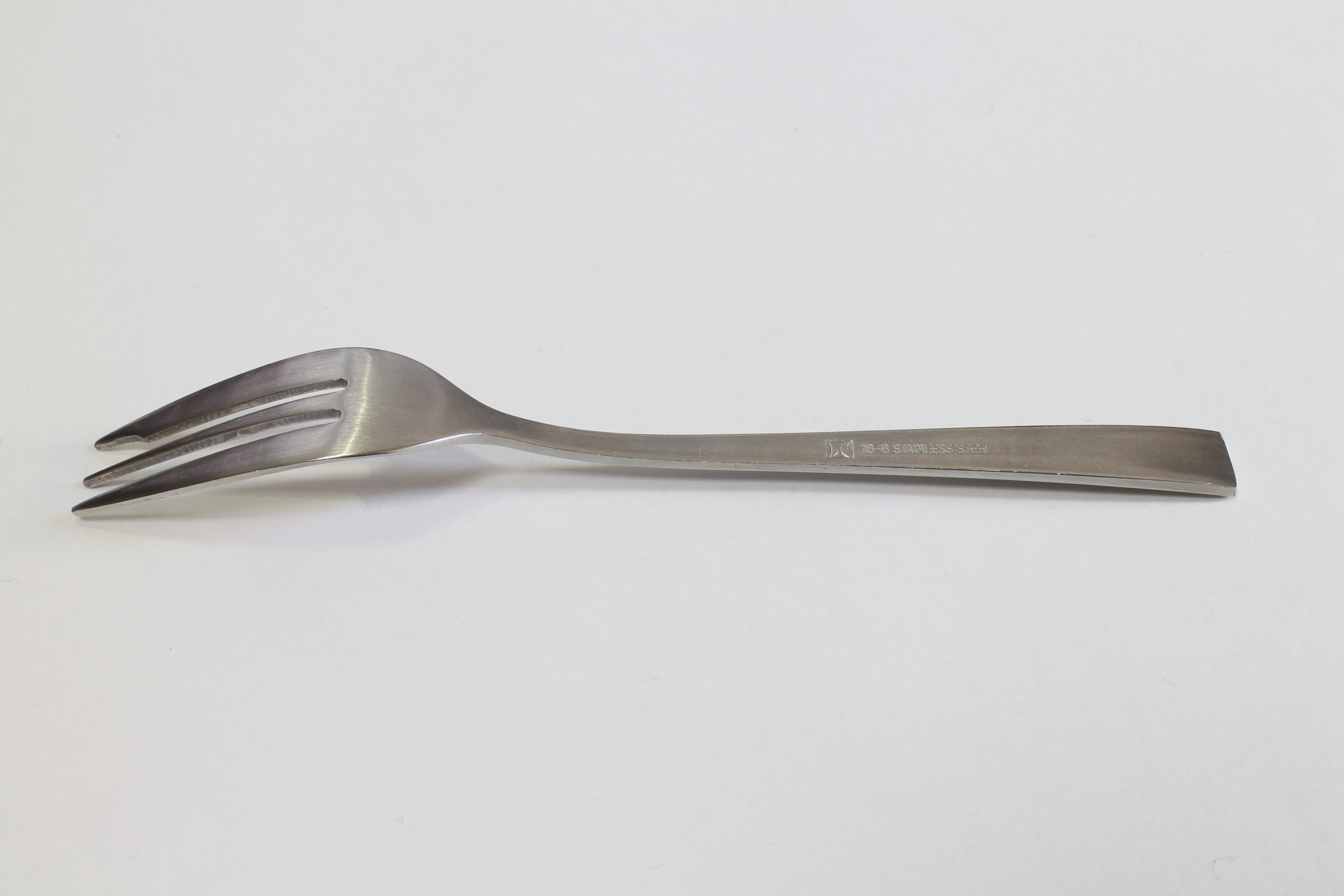
Tenedor de acero inoxidable.
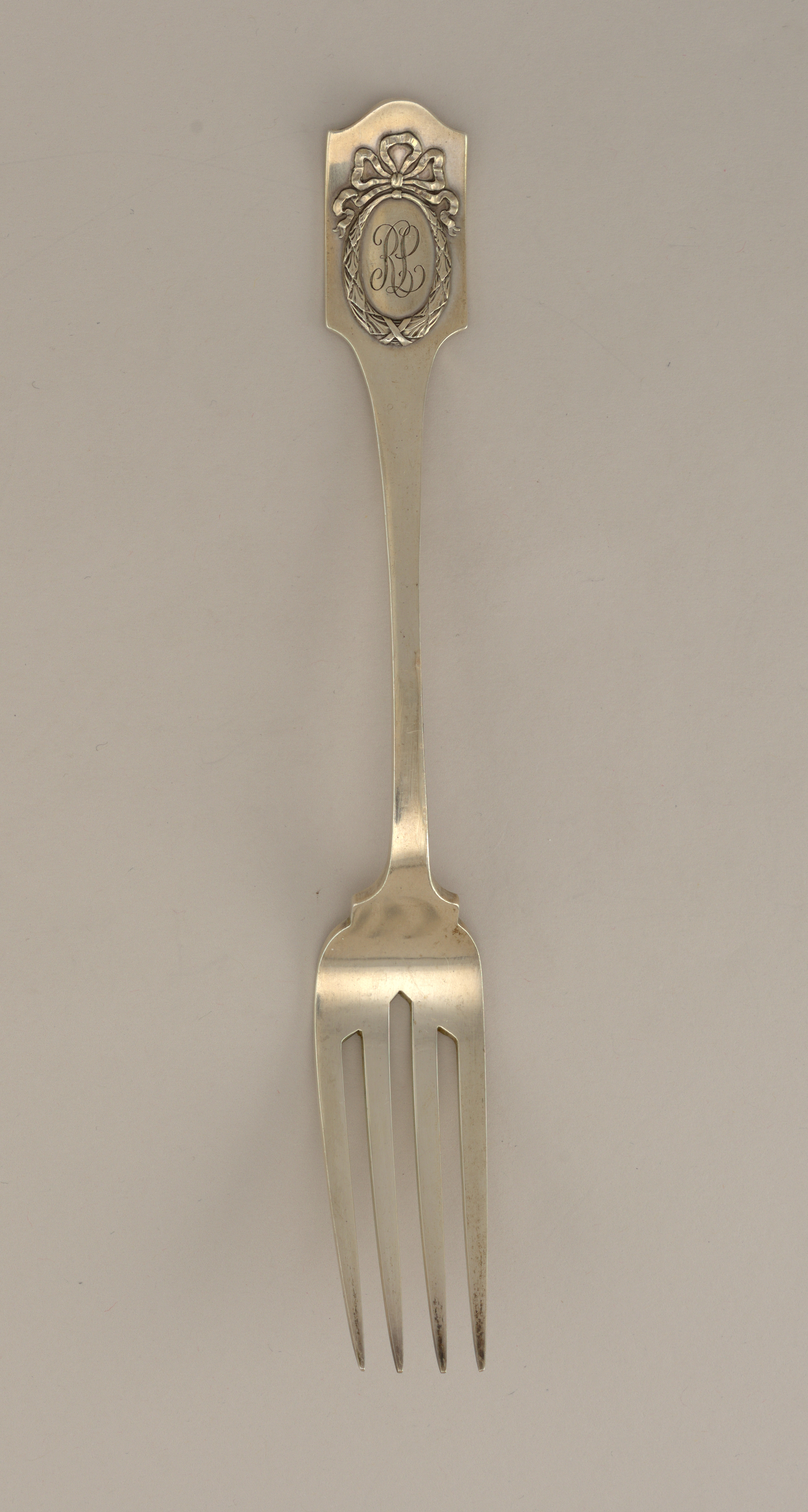
Tenedor de plata.
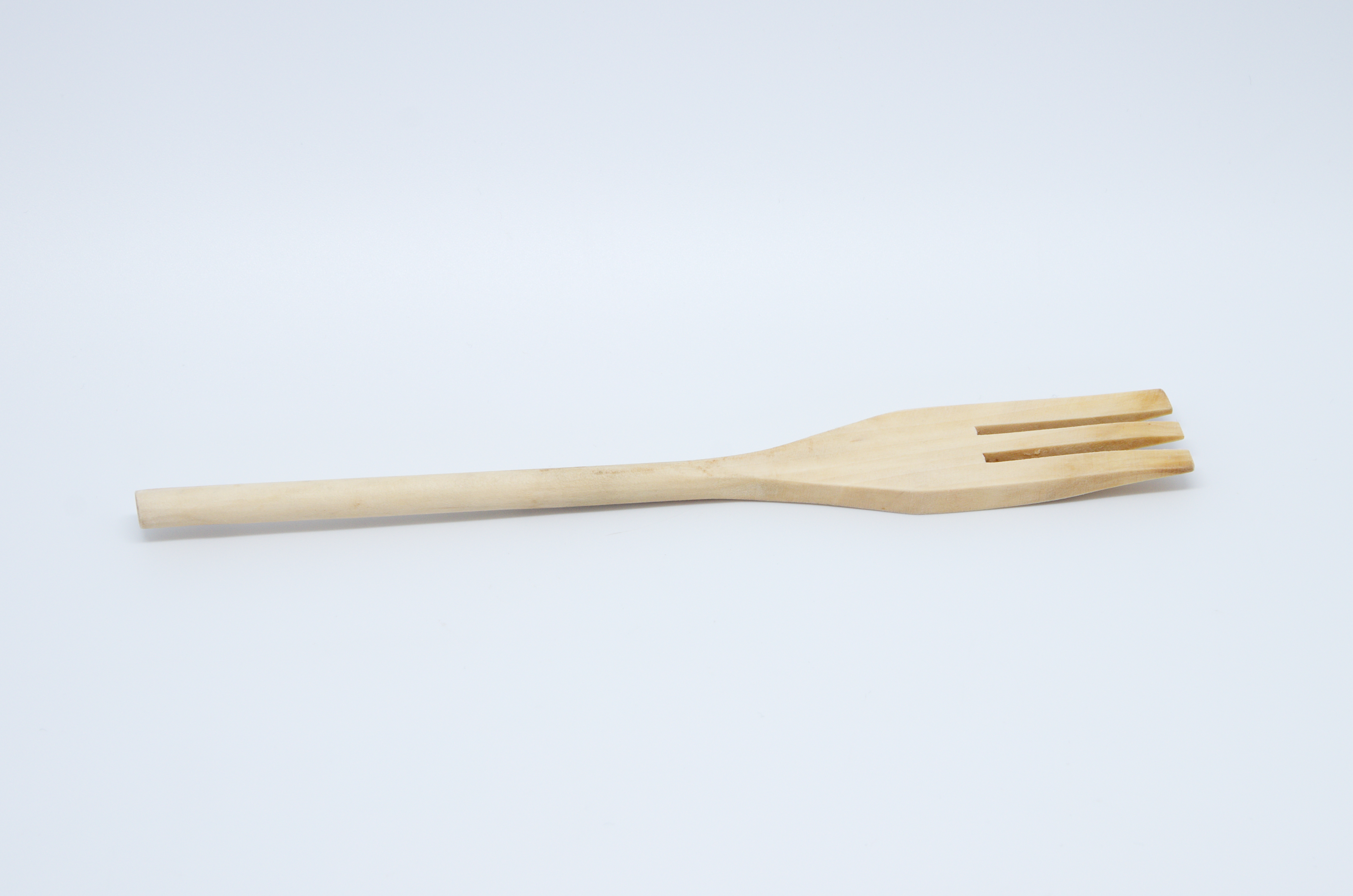
Tenedor de madera.
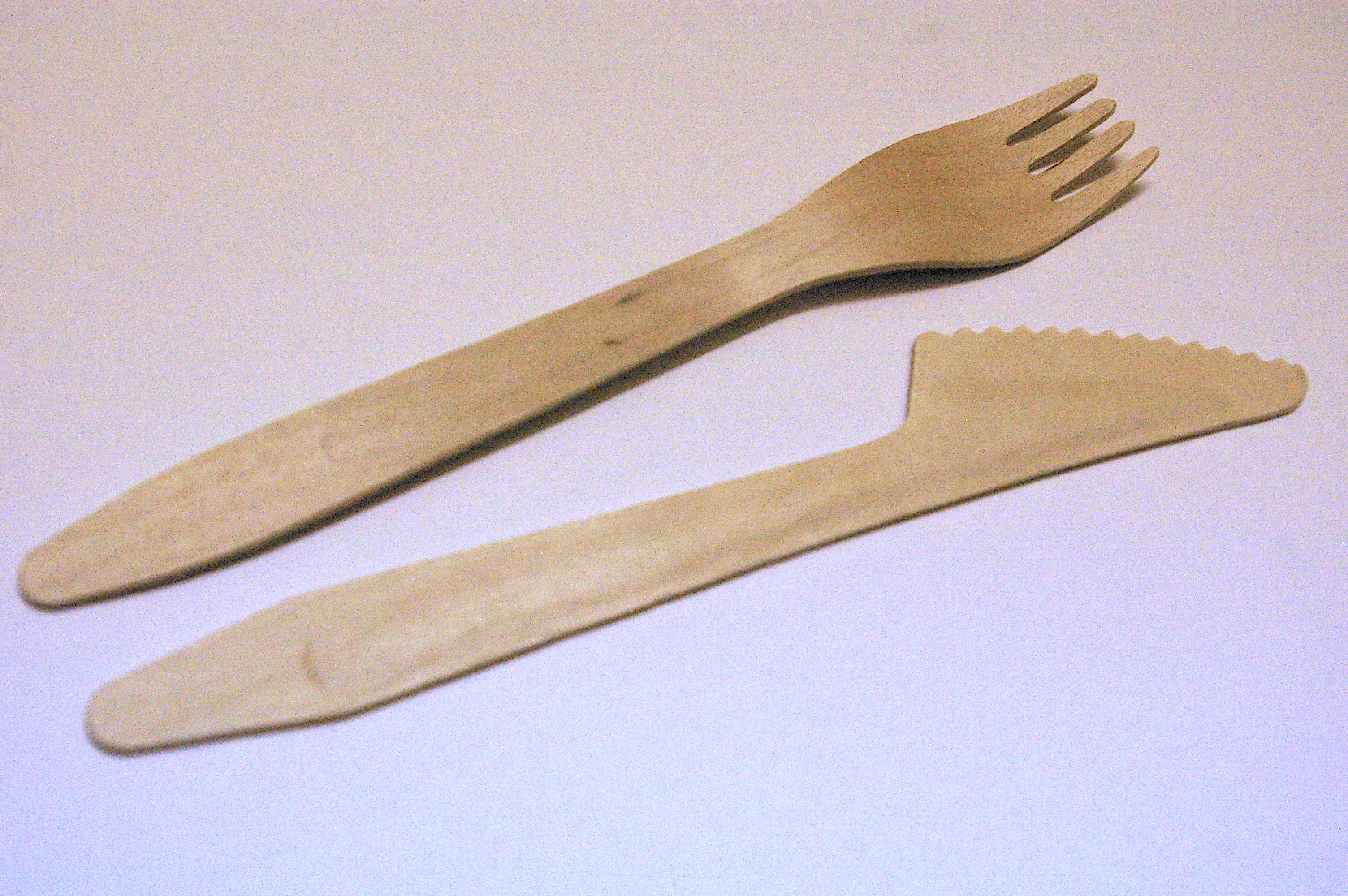
tenedor y cuchillo de madera.
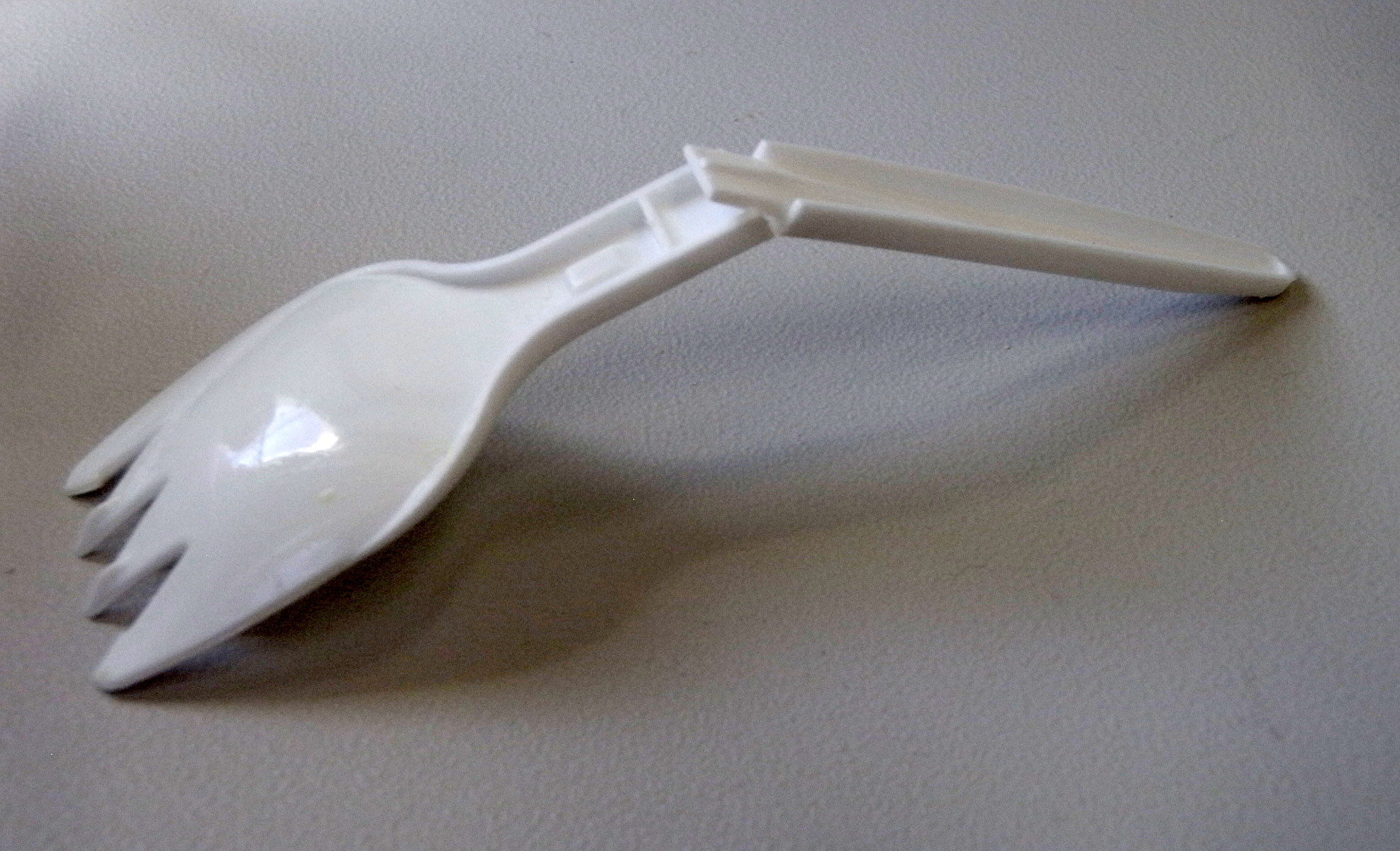
Tenedor de plástico.

## Usos

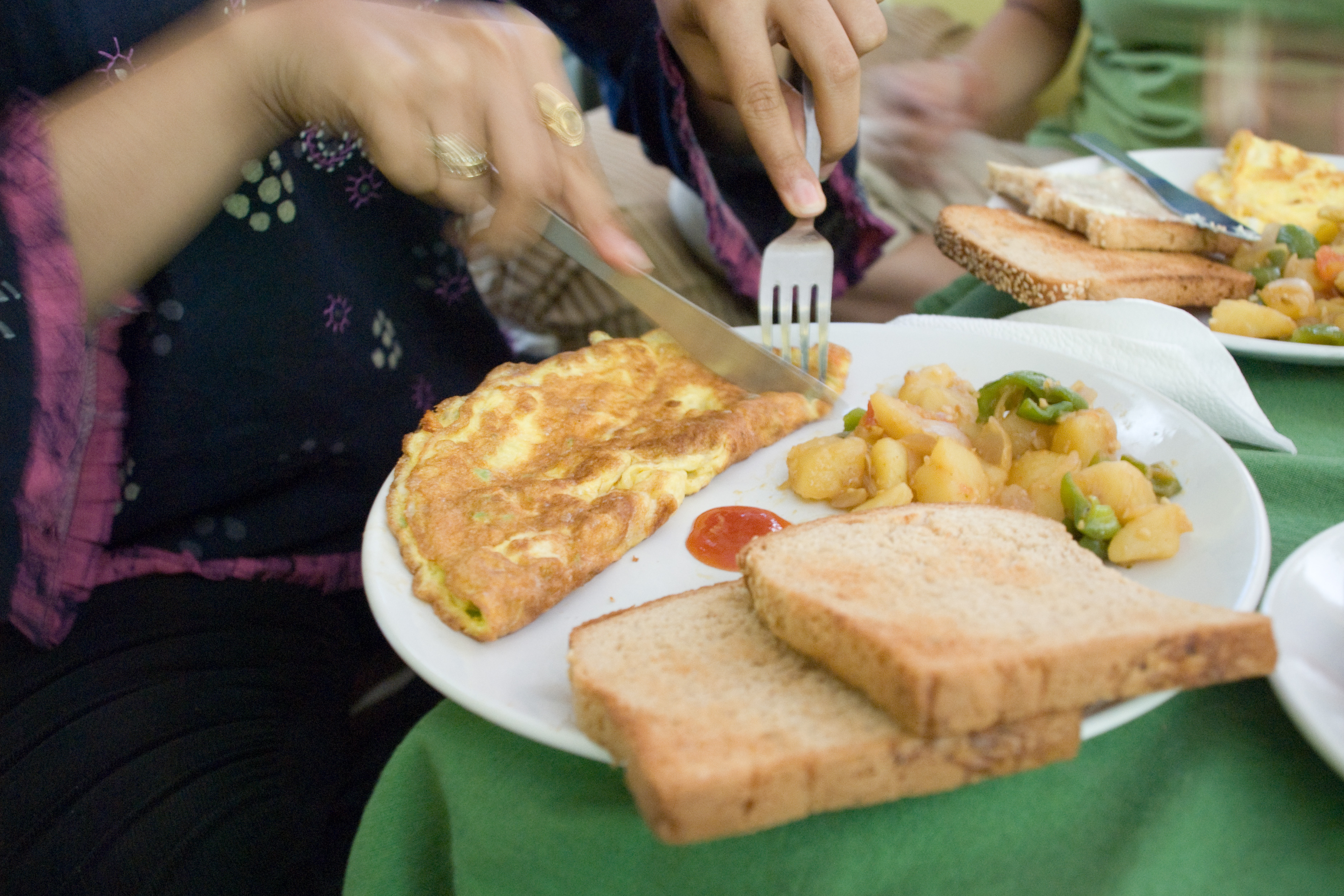
Uso conjunto del tenedor junto con el cuchillo.

El tenedor se suele utilizar solo, como único elemento para seleccionar alimentos o llevar a la boca la comida, o en conjunto con el cuchillo.
Existen diferentes tipos de tenedores según su uso específico. El tenedor de mesa, el más común, es grande y tiene dientes largos, ideal para platos principales como carnes. El tenedor de ensalada es más pequeño y se utiliza para aperitivos fríos. Para el pescado, se emplea un tenedor con estructura más plana y dientes cortos, diseñado para separar la carne sin romperla. En el ámbito de la barbacoa, encontramos tenedores especializados con características adicionales. Estos pueden tener un mango más largo, de alrededor de 40.5 cm, para ofrecer mayor alcance y protección contra el calor. Además, suelen contar con un agujero en el mango para facilitar su almacenamiento. La versatilidad del tenedor se extiende más allá de su uso básico. En la cocina profesional y en eventos formales, se utilizan tenedores especializados como el tenedor de trinchar, con dos puntas juntas y alargadas, o el tenedor de servicio, que se asemeja a una pala con cuatro o cinco puntas.